# آلو یاکین
آلو یاکین (استونیایی: Alo Jakin؛ زادهٔ ۱۴ نوامبر ۱۹۸۶) دوچرخه‌سوار اهل استونی است.
از باشگاه‌هایی که در آن بازی کرده‌است می‌توان به سن میشل–اوبر۹۳ اشاره کرد. وی در مسابقات کشوری و بین‌المللی در مجموع برندهٔ ۱ مدال نقره شده‌است.